# Bima Suci
El Bima Suci o KRI Bima Suci es un buque escuela de Indonesia destinado a la formación los cadetes de la Academia Naval de Indonesia botado en el año 2017 para reemplazar al legendario KRI Dewaruci, en servicio desde 1953. La embarcación debe su nombre al héroe mitológico javanés Bima Suci, símbolo de fuerza, valentía y sentido de la justicia.

## Historia
El buque fue construido en el astillero español Freire Shipyard de Vigo. La construcción de la embarcación comenzó el 16 de noviembre de 2015 con el corte de la primera chapa de acero y la quilla de la embarcación se colocó el 27 de enero de 2016.
La botadura tuvo lugar el 17 de octubre de 2016 en presencia del Ministro de Defensa de Indonesia Ryamizard Ryacudu y el Comandante de la Armada Ade Supandi. El barco entró en servicio el 12 de septiembre de 2017.
En su primera travesía, el Bima Suci salió de España el 18 de septiembre de 2017. A bordo se encontraban 119 cadetes de la academia naval y 64 oficiales. El 24 de noviembre de 2017, el barco atracó en el puerto de Surabaya.

## Características técnicas
Según el proyecto técnico, la eslora del barco es 111,2 metros, la eslora del casco es 93,2 metros, la línea de flotación es 78,4 metros, la manga de 13,65 metros, el calado de 5,95 metros. La embarcación de tres mástiles tiene 26 velas para un área total de 3 361 m². La altura de la cubierta principal es de 9,20 metros desde la línea de flotación.
Las principales ventajas del KRI Bima Suci sobre su predecesor KRI Dewaruci son medios de navegación más avanzados, desalinización de agua de mar, modernos medios de comunicación y la transmisión de datos digitales.